# Meg Cabot
Meggin Patricia Cabot, detta Meg (Bloomington, 1º febbraio 1967), è una scrittrice statunitense di romanzi per bambini, adolescenti e adulti.
Ha anche scritto sotto il nome Meggin Cabot, così come con lo pseudonimo Patricia Cabot e Jenny Carroll. Ha scritto e pubblicato oltre 40 libri ed è meglio conosciuta per aver scritto The Princess Diaries, dal quale la Walt Disney Pictures ha tratto due film. Cabot ha venduto oltre 15 milioni di copie dei suoi libri, stampati in tutto il mondo e vincitori di numerosi premi. Il suo sito web raggiunge in media un totale di 61 120 visitatori al mese.

## Biografia
Meg Cabot è nata a Bloomington, Indiana, da un professore di college, C. Victor, e Barbara Cabot. Ha due gatti, Henrietta (con un solo occhio) e Gem, dei quali parla spesso nel suo blog. Nel 1991 consegue un Bachelor of Arts alla Indiana University. Cabot si trasferisce a New York per fare l'illustratrice, ma si licenzia presto per lavorare come assistente delle matricole alla New York University.
Il 1º aprile 1993, sposa il poeta e scrittore finanziario Benjamin D. Egnatz. La celebrazione del loro matrimonio (avvenuta il giorno del pesce d'aprile) fu un gioco intenzionale sulla convinzione del marito che solo i pazzi si sposano il primo giorno del mese. Il matrimonio fu celebrato durante una fuga d'amore in Italia. Il romanzo di Meg Cabot Every Boy's Got One è minimamente basato sul suo matrimonio.
Dopo aver vissuto in Indiana, California, New York, e Francia, Meg Cabot si trasferisce a Key West, Florida, trascorrendo il tempo tra un appartamento a New York e un granaio a Bloomington
Nel maggio 2006 l'Harvard Crimson pubblicò che l'autore diciannovenne Kaavya Viswanathan prese in prestito alcuni passaggi da The Princess Diaries e altri libri di Meg Cabot, per scrivere il proprio romanzo How Opal Mehta Got Kissed, Got Wild, and Got a Life.
Il 5 febbraio 2007, la Scholastic Corporation ha pubblicamente annunciato di aver ottenuto il contratto per il quale pubblicherà tutti i futuri libri di Meg Cabot, inclusi quelli rivolti ai bambini tra gli 8 e i 12 anni.

## Romanzi per bambini
- Allie Finkle's Rules for Girls
  - Moving Day (2008)
  - The New Girl (2008)
  - Best Friends and Drama Queens (2009)
  - Stage Fright (2009)
  - Glitter Girls and the Great Fake Out (2010)
  - Blast From the Past (2010)

## Romanzi per adolescenti

### SerieThe Princess Diaries
- The Princess Diaries (The Princess Diaries, Volume I, ottobre 2000), Fabbri Editori, 2007, pp. 287, ISBN 978-88-451-3878-2
- The Princess Diaries: Una corona per Mia (The Princess Diaries, Volume II: Princess in the Spotlight, giugno 2001), Fabbri Editori, 2007, ISBN 978-88-451-3879-9
- The Princess Diaries, Volume III: Princess in Love (marzo 2002)
- The Princess Diaries, Volume IV: Princess in Waiting (aprile 2003)
  - The Princess Diaries, Volume IV and 1/2: Project Princess (agosto 2003)
- The Princess Diaries, Volume V: Princess in Pink (marzo 2004)
- The Princess Diaries, Volume VI: Princess in Training (marzo 2005)
  - The Princess Diaries, Volume VI and 1/2: The Princess Present (ottobre 2004)
- The Princess Diaries, Volume VII: Party Princess (marzo 2006)
  - The Princess Diaries, Volume VII and 1/2: Sweet Sixteen Princess (maggio 2006)
  - The Princess Diaries, Volume VII and 3/4: Valentine Princess (dicembre 2006)
- The Princess Diaries, Volume VIII: Princess on the Brink (gennaio 2007)
- The Princess Diaries, Volume IX: Princess Mia (gennaio 2008)
- The Princess Diaries, Volume X: Forever Princess (gennaio 2009)

### SerieThe Mediator
1. Shadowland (ottobre 2000)
2. Ninth Key (febbraio 2001)
3. Reunion (luglio 2001)
4. Darkest Hour (dicembre 2001)
5. Haunted (febbraio 2003)
6. Twilight (dicembre 2004)

La serie The Mediator parla di una giovane ragazza sedicenne di nome Suze Simon. Suze è una mediatrice il cui ruolo è di aiutare i fantasmi a concludere i loro affari sulla terra così da poter passare nell'aldilà. La serie comincia appena dopo che la madre vedova di Suze sposa Andy Ackerman, trasferendosi a Carmel in una vecchia casa con tre fratellastri. La camera di Suze è infestata da un attraente fantasma di nome Jesse che morì 150 anni prima. Suze ricorda che un'indovina a New York le aveva detto che lei era un mediatore e che si sarebbe innamorata solo una volta ma per l'eternità. Il suo amore per l'eternità potrebbe essere Jesse.
I quattro libri erano stati inizialmente pubblicati sotto lo pseudonimo Jenny Carroll (quando Meg Cabot lavorava per un editore diverso). Haunted è stato il primo libro della serie ad avere il nome di Meg Cabot come autrice. I primi quattro libri furono in seguito ristampati con il vero nome dell'autrice nel 2005 con una nuova copertina, nello stesso periodo dell'uscita di Twilight.

### Serie 1-800-WHERE-R-YOU
1. When Lightning Strikes (febbraio 2001)
2. Code Name Cassandra (agosto 2001)
3. Safe House (marzo 2002)
4. Sanctuary (settembre 2002)
5. Missing You (26 dicembre, 2006)

Questa serie parla di Jessica Mastriani, una normalissima teenager che acquisisce uno straordinario potere psichico dopo essere stata colpita da un fulmine: questo le permette, attraverso visioni durante il sonno, di conoscere il luogo esatto in cui si trovano persone scomparse, dopo averne visto la foto. Nei primi quattro libri la protagonista aiuta a trovare bambini scomparsi, cercando di evitare di attirare le attenzioni del governo federale.
I primi quattro libri furono dapprima pubblicati sotto lo pseudonimo di Jenny Carroll. A causa delle scarse vendite, la serie fu interrotta prima di raggiungere gli otto libri previsti dall'autrice. Le vendite aumentarono quando la serie fu ripubblicata nel 2004 riportando in copertina il nome della Cabot. La casa editrice accettò di pubblicare un ultimo romanzo intitolato Missing You, uscito negli USA nel dicembre 2006, a conclusione della serie.
Sulla serie 1-800-WHERE-ARE-YOU si basa la serie televisiva Missing andata in onda negli USA dal 2003 al 2006 su Lifetime Television.

### SerieAll-American Girl
- Una ragazza americana (All American Girl, settembre 2002), Rizzoli Editore, 2008, pp. 336, ISBN 978-88-17-02120-3
- Ready or Not: An All-American Girl Novel (luglio 2005)

La serie parla di Samantha Madison, una ragazza quattordicenne convinta di essere innamorata del ragazzo di sua sorella Lucy. Un pomeriggio uggioso, saltando la lezione di arte, ferma uno squilibrato che cerca di uccidere il presidente degli Stati Uniti, diventando così un eroe nazionale. I due libri parlano del suo aumento di popolarità e della sua storia con il figlio del presidente, David.

### SerieAvalon High
- Avalon High (dicembre 2005), Fabbri Editori, 2007, pp. 342, ISBN 978-88-451-3877-5
- Avalon High: Coronation (serie manga di tre tankōbon)
  - The Merlin Prophecy (3 luglio 2007)
  - Homecoming (24 giugno 2008)
  - Hunter's Moon (1º settembre 2009)

Il seguito di Avalon High, invece di essere un regolare romanzo, è una serie di manga intitolata Avalon High: Coronation. Il primo manga intitolato The Merlin Prophecy è uscito il 3 luglio 2007 ed è stato disegnato da Jinky Coronado, creatrice del manga Banzai Girl.
Dal romanzo è stato tratto il film Avalon High con Brittany Robertson nel ruolo della protagonista, Ellie.

### Altri libri per teenager
- Nicola and the Viscount (agosto 2002)
- Victoria and the Rogue (marzo 2003)
- Teen Idol (luglio 2004)
- How to Be Popular (luglio 2006)
- Pants On Fire (precedentemente intitolato Tommy Sullivan is a Freak, maggio 2007)
- Jinx (31 luglio 2007)
- Trilogia Airhead (2008)
- Trilogia Abandon (2009)

## Romanzi per adulti

### SerieHeather Wells
- Size 12 is Not Fat (27 dicembre 2005)
- Size 14 is Not Fat Either (28 novembre 2006)
- Big Boned (26 dicembre 2007)
- Size 12 and Ready to Rock (10 luglio 2012)

### SerieQueen of Babble
- Queen of Babble (maggio 2006)
- Queen of Babble in the Big City (giugno 2007)
- Queen of Babble Gets Hitched (giugno 2008)

### SerieInsatiable
- Insatiable - Vampiri a Manhattan, Rizzoli Editore, 2011, pp. 400, ISBN 978-88-17-04844-6
- Overbite - Sfida all'ultimo morso (Overbite[8], luglio 2011), Rizzoli Editore, 2012, pp. 384, ISBN 88-17-05457-7